# PM md. 1996 RATMIL
A PM md. 1966 RATMIL (Pistol Mitralieră model 1996 RATMIL) egy román gyártású géppisztoly.

## Szerkezet, kialakítás
A PM md. 1996 egy, a Román Csendőrség által használt lőfegyver, melyet a kudzsiri RomArm cég gyárt.
A fegyver működését tekintve késleltetett tömegzárral működik. Szerkezetét tekintve a fegyver egy 30 töltényes szekrénytárat használ, tűzgyorsasága 800 lövés/perc körül mozog. A géppisztolyt egy 223 mm hosszú, behajtható válltámasszal szerelték fel. A biztonsági fék a fegyver jobb oldalán található és a három pozícióba fordítható el. Függőleges állapotban kibiztosított, lefele fordítva sorozatok, míg vízszintesen egyszeri lövések leadására teszi alkalmassá a fegyvert.